# Aldo Scaramucci
Aldo Scaramucci  est un footballeur italien né le 14 février 1933 à Montevarchi et mort le 10 janvier 2014 dans la même ville. Il évoluait au poste de milieu de terrain.

## Biographie

### En club
Aldo Scaramucci débute au sein du club de sa ville natale l'AS Montevarchi (it) en 1953.
En 1954, il devient joueur de l'ACF Fiorentina. Avec la Viola, il est sacré Champion d'Italie en 1956.
Lors de la campagne de Coupe des clubs champions en 1956-1957, Giuseppe Virgili dispute 4 matchs dont la finale perdue contre le Real Madrid 0-2.
En 1958, il est transféré à l'AC Sienne.
Il raccroche les crampons après la saison 1961-1962.

## Palmarès
ACF Fiorentina
- Coupe des clubs champions :
  - Finaliste : 1956-57.
- Coupe Grasshoppers (1) :
  - Vainqueur : 1957.
- Championnat d'Italie (1) :
  - Champion : 1956.
  - Vice-champion : 1958.
- Coupe d'Italie :
  - Finaliste : 1958.